# Grotte di Coreca
Le grotte di Coreca sono due cavità carsiche (Grotta du' Scuru, cb404, e Gruttuni, cb405) ubicate lungo la costa tirrenica della Calabria, presso Coreca nel comune di Amantea.

## Descrizione
Le due entrate sono molto vicine, a una decina di metri l'una dall'altra. Anticamente si trovavano al livello del mare, mentre oggi sono circa 25m più in alto, collocate su una parete di roccia e perciò di accesso difficoltoso. Differiscono per l'ampiezza dell'entrata, che è larga nei Gruttuni e stretta nella Grotta du' Scuru, con la conseguenza che la prima è una grotta relativamente luminosa e la seconda molto buia.

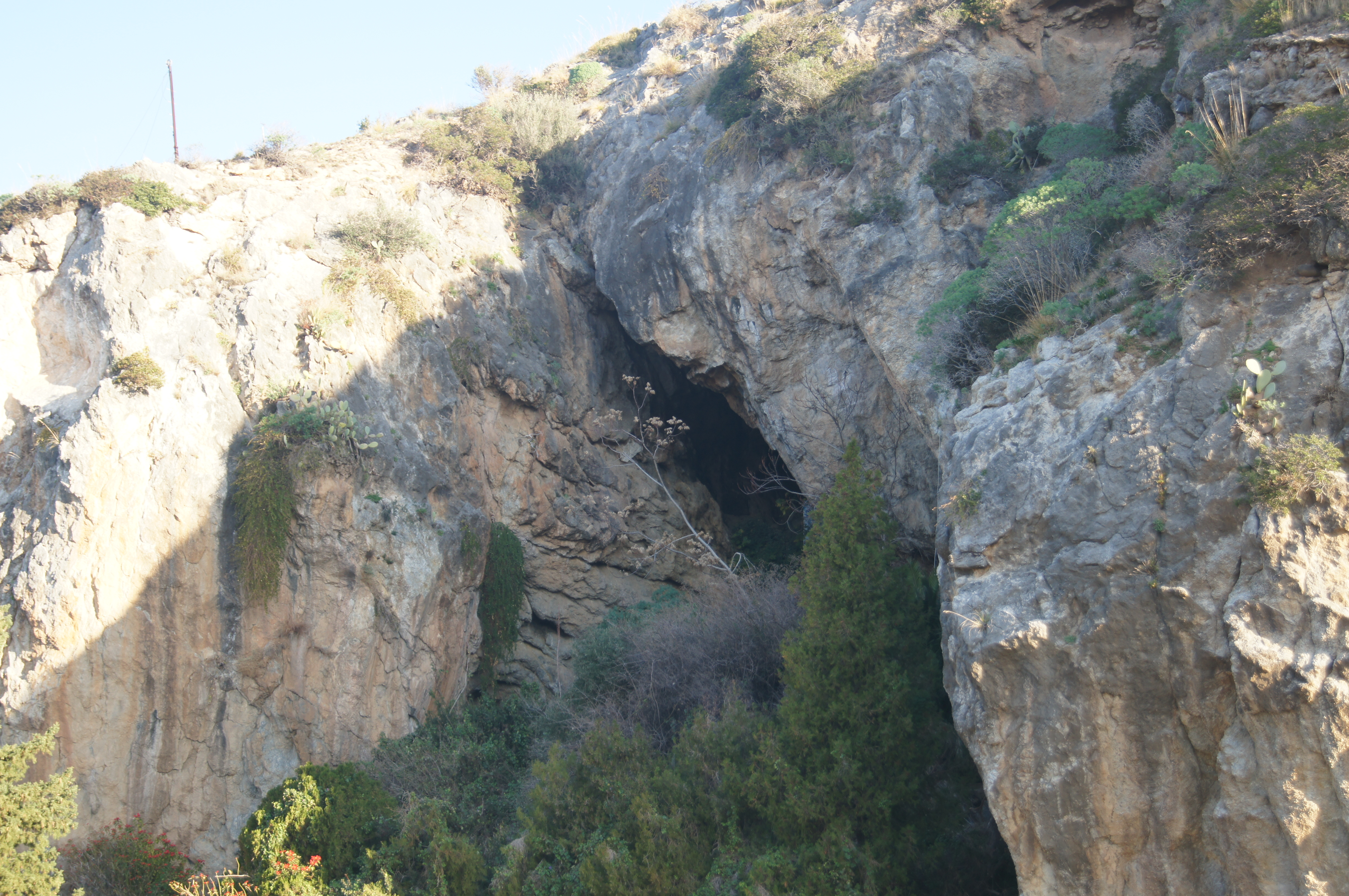
Grotta du Pecuraru o Gruttuni

Le due grotte adiacenti sono importanti dal punto di vista archeologico. Nel 2012 si è infatti appurato (confermando indicazioni precedenti di studiosi piemontesi) che esse venivano utilizzate durante la tarda età del bronzo (nonché in epoche successive). I manufatti rinvenuti (terracotta, macine di pietra, ciottoli levigati ecc.) sono risultati abbastanza ben conservati, data la difficoltà di accedere alle grotte stesse, e indicherebbero un uso diverso delle due cavità: i Gruttuni erano usati per scopi abitativi, mentre lo Scuru era usato per riti funerari.